# Del Balzo
La casata del Balzo (in latino de Baucio, in francese de Baux, in provenzale moderno di Baus e in provenzale arcaico dels Baus) è una famiglia nobile italiana, documentata dal X secolo e originaria di Les Baux-de-Provence in Provenza, discendente da rami cadetti della nobile casata dei Signori di Baux.
I del Balzo ebbero particolare fortuna nel Mezzogiorno d'Italia, tanto che furono annoverati tra le sette grandi casate del Regno di Napoli.

## Storia
Il capostipite della famiglia fu Ponzio I de Baux, visconte di Arles, dal quale discesero i visconti di Marsiglia (965), e Ponzio III juvenis, signore di Les Baux (981). I figli di Bertrando I di Baux († 1181), principe di Orange e signore di Berre e Les Baux, si divisero i feudi di famiglia:
- Ugone III († 1240), visconte di Marsiglia e signore di Les Baux;
- Bertrando II († 1201), signore di Berre;
- Guglielmo I († 1218), principe di Orange.

Da costoro discesero i primi del Balzo che arrivarono in Italia nel 1265 al seguito del conte di Provenza Carlo I d'Angiò, dando origine rispettivamente ai rami dei "del Balzo d'Avellino", dei "del Balzo d'Andria" e dei "del Balzo di Soleto", dai quali discesero i "del Balzo Orsini" e i "del Balzo di Alessano e Specchia".

## Linee principali

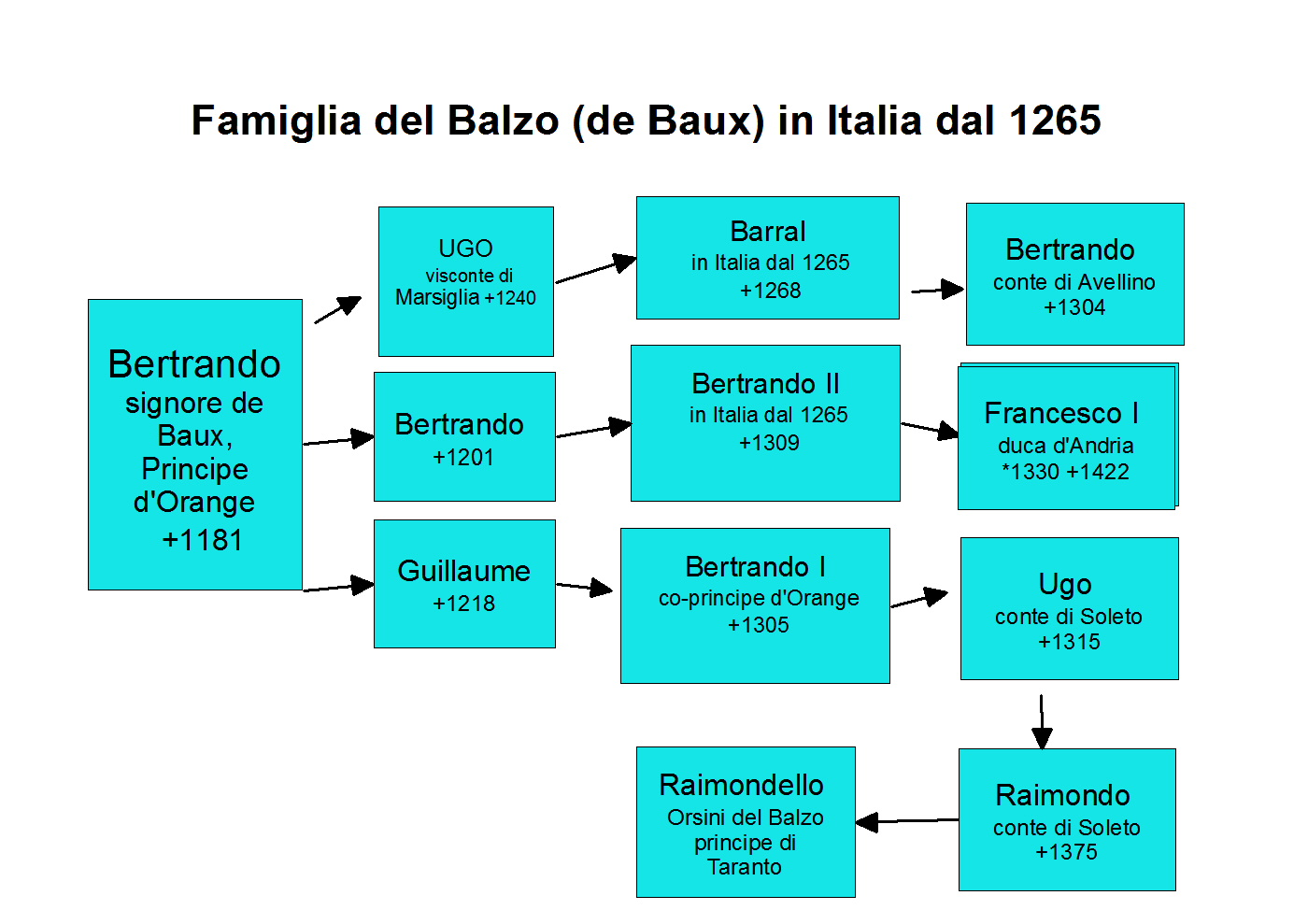
Genealogia dei primi del Balzo venuti in Italia

Le linee principali che si sono stabilite in Italia sono quelle dei:
- conti di Avellino: da Ugone IV Barral († 1268), figlio di Ugone III, visconte di Marsiglia e signore di Les Baux, discesero Bertrando I, 1º conte di Avellino e signore di Les Baux, e poi Alice († 1426), ultima contessa di Avellino ed ultima signora di Les Baux;
- duchi di Andria: da Bertrando II († 1201), signore di Berre, discese Francesco I, 1º duca di Andria e signore di Berre, avo di Pirro, principe di Altamura, duca di Andria e Venosa, conte di Montescaglioso e signore di Tricase, e di Anghilberto, duca di Nardò e conte di Castro ed Ugento, fatti uccidere nel 1491 a seguito della congiura dei baroni;
- conti di Soleto: da Raimondo I di Courtheson († 1279), nipote di Guglielmo I, principe di Orange, discese Raimondo († 1375), 2º conte di Soleto che, attraverso la sorella Sveva moglie di Roberto Orsini, per testamento, darà origine alla linea degli Orsini del Balzo, principi di Taranto;
- conti di Alessano e Specchia: da Raimondo I di Courtheson († 1279) discese anche Raimondo I († 1412), signore di Amendolea, Molfetta e Specchia, avo di Raimondo II († 1490), 1º conte di Alessano e Specchia, avo di Bernardino III († 1524), 4º ed ultimo conte di Alessano, e di sua sorella Antonicca († 1551), principessa di Molfetta e moglie di Ferrante di Capua, dai quali ebbe origine la linea dei di Capua del Balzo.

### Linea di Marsiglia: del Balzo, conti di Avellino
Dalla Provenza (Les Baux-de-Provence), ove era già illustre e potente per numerose e cospicue signorie (Arles, Berre, Marsiglia, Orange e Tolone), la famiglia de Baux passò in Italia alla venuta del conte di Provenza Carlo I d'Angiò (1265). Il primo fu Ugone IV Barral (de Baucio, de Balcio, de Baltio, del Balzo), signore di Les Baux, che venne nominato podestà di Milano (1265) e gran giustiziere del Regno di Sicilia (1266). Tra i suoi figli troviamo Cecilia, detta per la sua bellezza "Passerose", che sposò nel 1244 Amedeo IV, conte di Savoia, e Bertrando II che, distintosi nella battaglia di Benevento (1266), venne creato nel 1272 conte di Avellino dal re Carlo I. È questo Bertrando il capostipite di uno dei più illustri rami italiani della famiglia, ramo che si estinse nel 1426 con Alice del Balzo, vedova di Corrado, conte di Fribourg-en-Brisgau e Neuchâtel.
|                                   |                                                              |                                                                      |                                            |
|                                   | Ugone III † 1240 visconte di Marsiglia e signore di Les Baux |                                                                      |                                            |
|                                   |                                                              |                                                                      |                                            |
|                                   |                                                              |                                                                      |                                            |
| Gilberto † 1243 signore di Tolone | Gilberto † 1243 signore di Tolone                            | Ugone IV Barral † 1268 signore di Les Baux                           | Ugone IV Barral † 1268 signore di Les Baux |
|                                   |                                                              |                                                                      |                                            |
|                                   |                                                              |                                                                      |                                            |
|                                   |                                                              | Bertrando II † 1304 1º conte di Avellino e signore di Les Baux       |                                            |
|                                   |                                                              |                                                                      |                                            |
|                                   |                                                              |                                                                      |                                            |
|                                   |                                                              | Raimondo II † 1321 2º conte di Avellino e signore di Les Baux        |                                            |
|                                   |                                                              |                                                                      |                                            |
|                                   |                                                              |                                                                      |                                            |
|                                   |                                                              | Ugone V † 1350 3º conte di Avellino e signore di Les Baux            |                                            |
|                                   |                                                              |                                                                      |                                            |
|                                   |                                                              |                                                                      |                                            |
|                                   |                                                              | Raimondo III † 1372 4º conte di Avellino e signore di Les Baux       |                                            |
|                                   |                                                              |                                                                      |                                            |
|                                   |                                                              |                                                                      |                                            |
|                                   |                                                              | Alice † 1426 5ª ed ultima contessa di Avellino e signora di Les Baux |                                            |

### Linea di Berre: del Balzo, duchi di Andria
Bertrando II († 1309), signore di Berre, seguì Carlo I d'Angiò nella conquista del Regno di Sicilia. Sarà suo figlio Bertrando III, diventato conte di Montescaglioso, il capostipite del più illustre ramo della casata, quello dei conti e poi duchi di Andria, arricchitosi in seguito di altri importanti feudi ed eminenti titoli, come quelli di principe di Altamura e Taranto, duca di Nardò e Venosa, conte di Bisceglie e Copertino, signore di Tricase, ecc. Nel 1309 Bertrando sposò in prime nozze la principessa Beatrice, figlia del re Carlo II d'Angiò e vedova del marchese di Ferrara Azzo VIII d'Este, che gli portò in dote la contea di Andria, ed in seconde nozze Margherita d'Aulnay, vedova di Luigi, conte di Fiandra. Fu anche senatore a Roma e rappresentante del re nel 1323, capitano generale in Toscana dal 1326 al 1330, ricoprendo per lunghi anni l'importante carica di gran giustiziere del Regno ed incaricato da papa Clemente VI di punire i colpevoli dell'assassinio del re Andrea d'Ungheria († 1345), marito della regina Giovanna I d'Angiò.
Il figlio di Bertrando III fu Francesco I del Balzo (1332 - ante 1422), che sposò nel 1348 Margherita d'Angiò, sorella del re consorte Luigi di Taranto e vedova di Edoardo di Scozia. Dalle loro nozze nacquero Jacopo o Giacomo (1354-1383), imperatore titolare di Costantinopoli, principe di Taranto e principe d'Acaia, Antonia (1355-1374), regina consorte di Sicilia. Dalle nozze di Francesco I con Sveva Orsini nacquero Margherita, che sposò il 17 maggio 1405 Pietro di Lussemburgo, Guglielmo (1360-1444), che fu 2º duca di Andria, e Bianchino, capostipite delle linee di Santa Croce, Schiavi, Presenzano e Caprigliano.

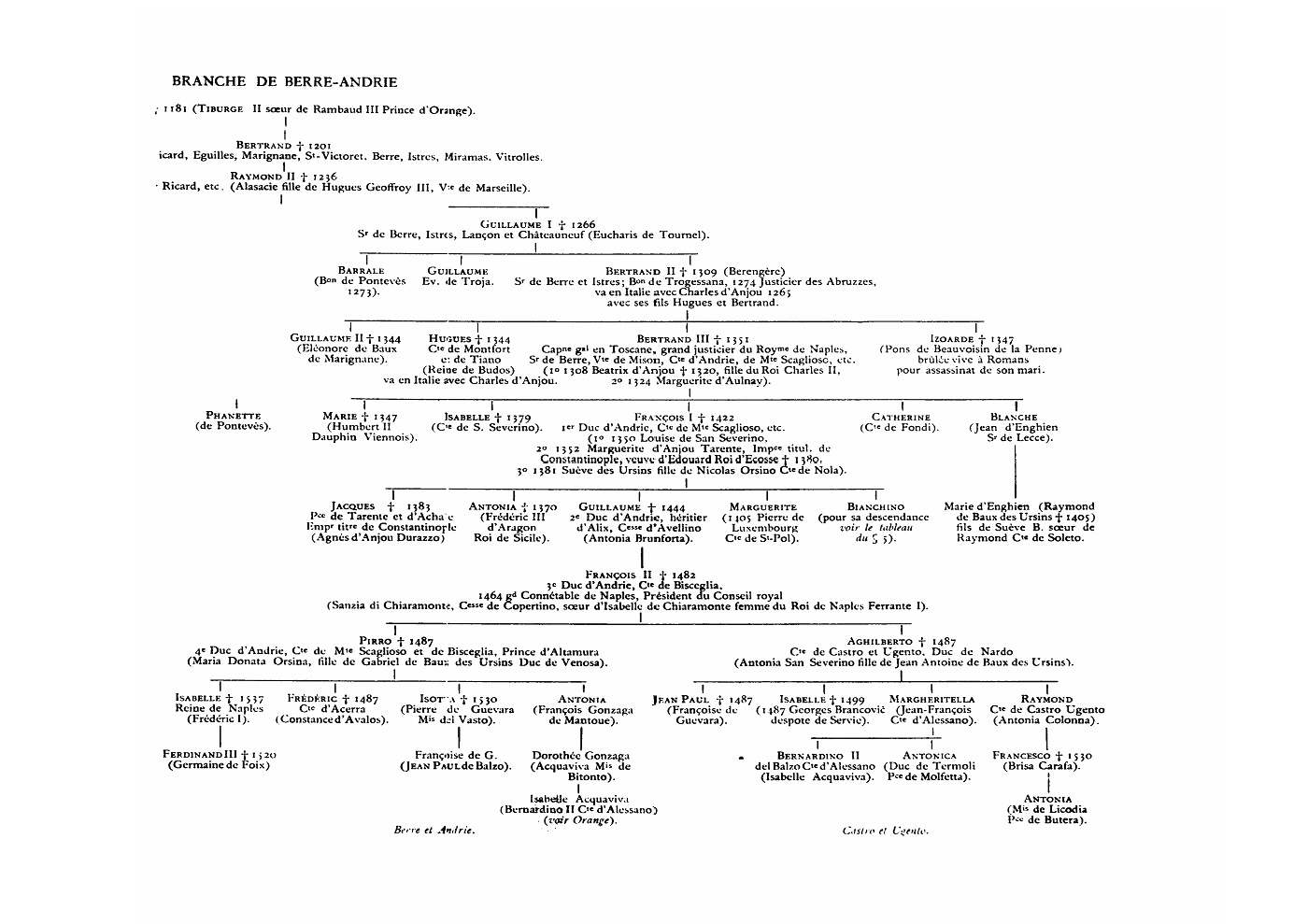
Genealogia dei del Balzo, duchi di Andria

#### Linee di Presenzano e Caprigliano
Sono queste le uniche due linee rimaste della famiglia del Balzo in Italia (Napoli, Roma e Milano). Esse discendono direttamente da Bianchino del Balzo, figlio ultrogenito di Francesco I, duca di Andria, e di Sveva Orsini, avo di Battista I, 1º barone di Santa Croce. Quest'ultimo fu il padre di Vincenzo, che continua la linea dei baroni di Santa Croce (estinti), e di Francesco, capostipite di quella dei baroni e poi duchi di Schiavi (estinti), dalla quale si diramano i rami dei duchi di Presenzano (privilegio dell'imperatore Carlo VI d'Asburgo del 27 gennaio 1734 in favore di Giacinto del Balzo) e di Caprigliano (1º privilegio del re Carlo II d'Asburgo dell'8 luglio 1696 in favore di Vincenzo I del Balzo, linea estintasi il 6 aprile 1800 nella persona di Nicoletta, e 2º privilegio del re Carlo III di Borbone del 30 novembre 1749 in favore di Antonio I Lorenzo del Balzo).
Il 12 marzo 1943 il conte Don Raimondo (IV) del Balzo di Presenzano (1898-1969, 9º duca), ottiene dalla Consulta Araldica del Regno (registrazione presso la Corte dei Conti del 29 marzo 1943, n. 7 Finanze, f. 274) il riconoscimento dei titoli di "Duca di Presenzano" e "Nobile di Capua" con la qualifica di "Don" oltre al motto "semper ardentius". Il conte Don Raimondo (V) del Balzo di Presenzano (1926-1984, 10º duca) succede, quale nipote primogenito, in tutti i titoli dello zio, come da deliberazione del 9 novembre 1969 della Commissione Araldica Napolitana del Corpo della Nobiltà Italiana. Il figlio, conte Don Antonello del Balzo di Presenzano (nato nel 1948, 11º duca) succede, quale unico figlio maschio, al proprio padre in tutti i suoi titoli.
La linea di Caprigliano è rappresentata da Don Gianluca del Balzo di Caprigliano (nato nel 1962), 9º duca di Caprigliano.

### Linea di Orange: del Balzo, conti di Soleto e conti di Alessano e Specchia
Il ramo di Orange nasce da Guglielmo III († 1260), secondo figlio di Guglielmo II, co-principe di Orange insieme al fratello Raimondo I († 1279). Tra i figli di Guglielmo II, Raimondo I gravita nell'orbita dello zio Raimondo I († 1282) principe di Orange con lo stesso titolo di co-principe ma anche con quello di co-signore di Courthézon.
|                                                              |                                                               |                                                                      |                                                                      |                                                                               |                                                                               |
|                                                              | Guglielmo I † 1218 principe di Orange e signore di Courtheson |                                                                      |                                                                      |                                                                               |                                                                               |
|                                                              |                                                               |                                                                      |                                                                      |                                                                               |                                                                               |
|                                                              |                                                               |                                                                      |                                                                      |                                                                               |                                                                               |
| Raimondo I † 1282 principe di Orange e signore di Courtheson | Raimondo I † 1282 principe di Orange e signore di Courtheson  | Guglielmo II † 1239 co-principe di Orange e co-signore di Courtheson | Guglielmo II † 1239 co-principe di Orange e co-signore di Courtheson |                                                                               |                                                                               |
|                                                              |                                                               |                                                                      |                                                                      |                                                                               |                                                                               |
|                                                              |                                                               |                                                                      |                                                                      |                                                                               |                                                                               |
|                                                              |                                                               | Raimondo I † 1279 co-principe di Orange e co-signore di Courtheson   |                                                                      |                                                                               |                                                                               |
|                                                              |                                                               |                                                                      |                                                                      |                                                                               |                                                                               |
|                                                              |                                                               |                                                                      |                                                                      |                                                                               |                                                                               |
|                                                              |                                                               | Bertrando II † 1305 co-principe di Orange e co-signore di Courtheson |                                                                      |                                                                               |                                                                               |
|                                                              |                                                               |                                                                      |                                                                      |                                                                               |                                                                               |
|                                                              |                                                               |                                                                      |                                                                      |                                                                               |                                                                               |
| Ugone † 1319 conte di Soleto                                 | Ugone † 1319 conte di Soleto                                  | Amelio † 1351 barone di Avella                                       | Amelio † 1351 barone di Avella                                       | Giovanni Teodino † 1351 capostipite del ramo dei conti di Alessano e Specchia | Giovanni Teodino † 1351 capostipite del ramo dei conti di Alessano e Specchia |

Stemma della famiglia dei del Balzo, conti di Soleto

Ugone venne in Italia al seguito di Carlo I d'Angiò e per i suoi meriti fu nominato nel 1304 conte di Soleto. Gran Siniscalco del Regno di Sicilia (1308), divenne nel 1309 a Marsiglia esecutore testamentario del re Carlo II. Comandante generale in Lombardia nel 1313, organizzò una spedizione per sostenere i guelfi di Milano e prese parte anche alla battaglia del Tanaro del 1315 presso Asti, trovando la morte nel 1319 in un'imboscata nei pressi di Montecastello. Fu molto popolare per il suo coraggio (vedasi Ludovico Antonio Muratori, De gestis Ugonis del Balzo et de ejus morte, vol. 14, 1076) e sposò Jacopa della Marra, da cui ebbe tre figli, Raimondo, Sveva (che sposò Roberto Orsini, conte di Nola) e Beatrice (che sposò Francesco della Ratta, conte di Caserta). Il ramo di Soleto, il più corto ma non il meno illustre della linea di Orange, termina con Raimondo e avrà prosecuzione con i del Balzo Orsini.
Giovanni Teodino († 1351) è il nonno di Raimondo I († 1412), signore di Amendolea, Molfetta e Specchia, a sua volta nonno di Raimondo II († 1490), 1º conte di Alessano e Specchia. Questo ramo ha fine con Antonicca († 1551), ultima contessa di Alessano e principessa di Molfetta, moglie di Ferrante di Capua.